# Houègamey
Houègamey è un arrondissement del Benin situato nella città di Djakotomey (dipartimento di Kouffo) con 12.079 abitanti (dato 2006).